# Smiling
Smiling is een nummer van de Canadese zangeres Alanis Morissette uit 2020. Het werd geschreven voor de Broadway-musical over Jagged Little Pill. Tevens is het de tweede single van haar negende studioalbum Such Pretty Forks in the Road.

## Achtergrondinformatie
"Smiling" gaat over het gevoel kapot te gaan aan de eisen van het dagelijks leven. Morissette zingt over het gevoel een mislukkeling te zijn, maar er toch doorheen te prikken en te glimlachen. Ze houdt zich groot naar haar omgeving toe, maar van binnen breekt ze. Het nummer flopte in Morissette's thuisland Canada, maar in Nederland werd het nummer een klein succesje met een 23e positie in de Tipparade.
Op 25 februari 2020 speelde Morissette het nummer live in De Wereld Draait Door.

## Tracklijst
- Muziekdownload

1. "Smiling" - 4:17